# Felice Taylor
Felice Taylor, geboren als Florian Taylor, (Richmond, 29 januari 1948 - 12 juni 2017) was een Amerikaanse zangeres.

## Carrière
Taylors carrière begon in 1965 als zangeres samen met haar zusters Norma en Darlene in het trio The Sweets, die in 1965 de single The Richest Girl opnamen voor Vaillant Records.
Taylor nam haar solohit Think About Me op als Florian Taylor bij Groovy Records. Haar grootste succes kwam na te hebben getekend voor Mustang Records van Bob Keane, een dochteronderneming van Bronco Records. Daar werkte ze samen met de songwriters en producenten Barry White en Paul Polito, die de bescheiden hit It May Be Winter Outside (But in My Heart It's Spring) schreven (#42, Billboard Hot 100) en (#44, r&b-hitlijst) in 1967. De opvolgende single werd I'm Under the Influence of Love. De derde single I Feel Love Comin' On, ook geschreven en geproduceerd door White en Politi, werd niet uitgebracht in de Verenigde Staten, maar bereikte wel de Britse singlehitlijst (#11), toen ze later in 1967 tekenden bij President Records.
Nadat Taylor Bronco Records had verlaten ten gunste van Kent Records, nam ze later in het Verenigd Koninkrijk op met leden van The Equals. In 1973 namen White's favorieten Love Unlimited nieuwe versies op van It May Be Winter Outside en Under the Influence of Love en Barry White nam I Feel Love Comin' On op op het top 10-album Rhapsody in White van The Love Unlimited Orchestra. Taylor zelf leek niet meer te hebben opgenomen sinds de vroege jaren 1970.

## Overlijden
Felice Taylor overleed in juni 2017 op 69-jarige leeftijd.